# Musikwoche Hitzacker
Die Musikwoche Hitzacker ist ein Musikfestival für klassische Musik unter der Leitung des Mahler Chamber Orchestra, das jährlich im Spätwinter in Hitzacker (Niedersachsen) stattfindet.

## Geschichte
Während des Abschlusstreffens der Sommerlichen Musiktage Hitzacker 1983 entstand bei einem Treffen des damaligen Bürgermeisters der Stadt Hitzacker, Christian Zühlke, und dem Dirigenten und Trompeter Ludwig Güttler die Idee, neben den seit Jahren etablierten Sommerlichen Musiktagen ein weiteres Musikfestival im Winter zu realisieren. Zwei Jahre später wurde diese Idee wieder aufgegriffen und mit den Verantwortlichen von Stadtverwaltung, evangelischer Kirchengemeinde, Kulturring und des Verkehrsvereins im Rathaus verabredet, im Februar 1987 die erste „Musikwoche Hitzacker“ zu veranstalten. Die Musikwoche Hitzacker wurde fast 30 Jahre von Ludwig Güttler geleitet. 2016 hat Albrecht Mayer, Solo-Oboist der Berliner Philharmoniker, die künstlerische Verantwortung für das Festival übernommen. Mit der 38. Ausgabe der Musikwoche Hitzacker im Jahr 2024 übernimmt das Mahler Chamber Orchestra (MCO) für fünf Jahre die künstlerische Leitung als Kollektiv. 

## Konzept
Unter der künstlerischen Leitung des MCO präsentiert das Festival verschiedene Formationen und Genres von Barock über Klassik bis Romantik mit zeitgenössischen Akzenten. Jedes Jahr wird ein „Artistic Representative“ ausgewählt, der eine eigene Handschrift für das Festival entwickelt. Neben den Konzerten des MCO lädt das Orchester auch andere Musikerinnen und Musiker sowie Ensembles ein. 
Das MCO setzt nach eigener Darstellung auf Zusammenarbeit, Experimentierfreude und Innovation. Im Mittelpunkt des Festivals steht die unmittelbare Kommunikation der Orchestermitglieder mit ihrem Publikum. Um möglichst viele Menschen zu erreichen, werden verschiedene Formate und Inhalte angeboten, darunter Veranstaltungen mit wechselnden Graden an Moderation und partizipativen Elementen. Neben Konzerten mit Moderation finden auch besondere Formate und Wunschkonzerte, die Exkursionen und Kneipenquiz oder die Zukunftskonzerte statt, in denen ein jeweils aktuelles, gesellschaftliches Thema beleuchtet wird.

## Förderverein
Träger der Musikwoche ist der „Verein zur Förderung der Musikwoche Hitzacker e. V.“. Der Förderverein wurde 1988 von ca. 30 Mitgliedern gegründet. Die Mitgliederzahl ist seitdem auf knapp 300 angewachsen, die im Wesentlichen aus dem norddeutschen Raum kommen. Der Vorstand besteht aus vier Personen. Den Vorsitz hat derzeit Dr. Dörte Schmieta.
Der Verein tritt seit 1989 als Veranstalter der Musikwoche Hitzacker auf. Als Träger der Musikwoche bildet der Verein mit seinen Vereinsbeiträgen, die maßgeblich zur Durchführung und Erhaltung des Festivals beitragen, eine finanzielle Säule. Die gesamte Arbeit für Organisation und Durchführung wird dabei von Freiwilligen und ehrenamtlichen Helfern geleistet.